# Lovaglás az 1928. évi nyári olimpiai játékokon
Az 1928. évi nyári olimpiai játékokon a lovaglásban hat versenyszámot rendeztek.

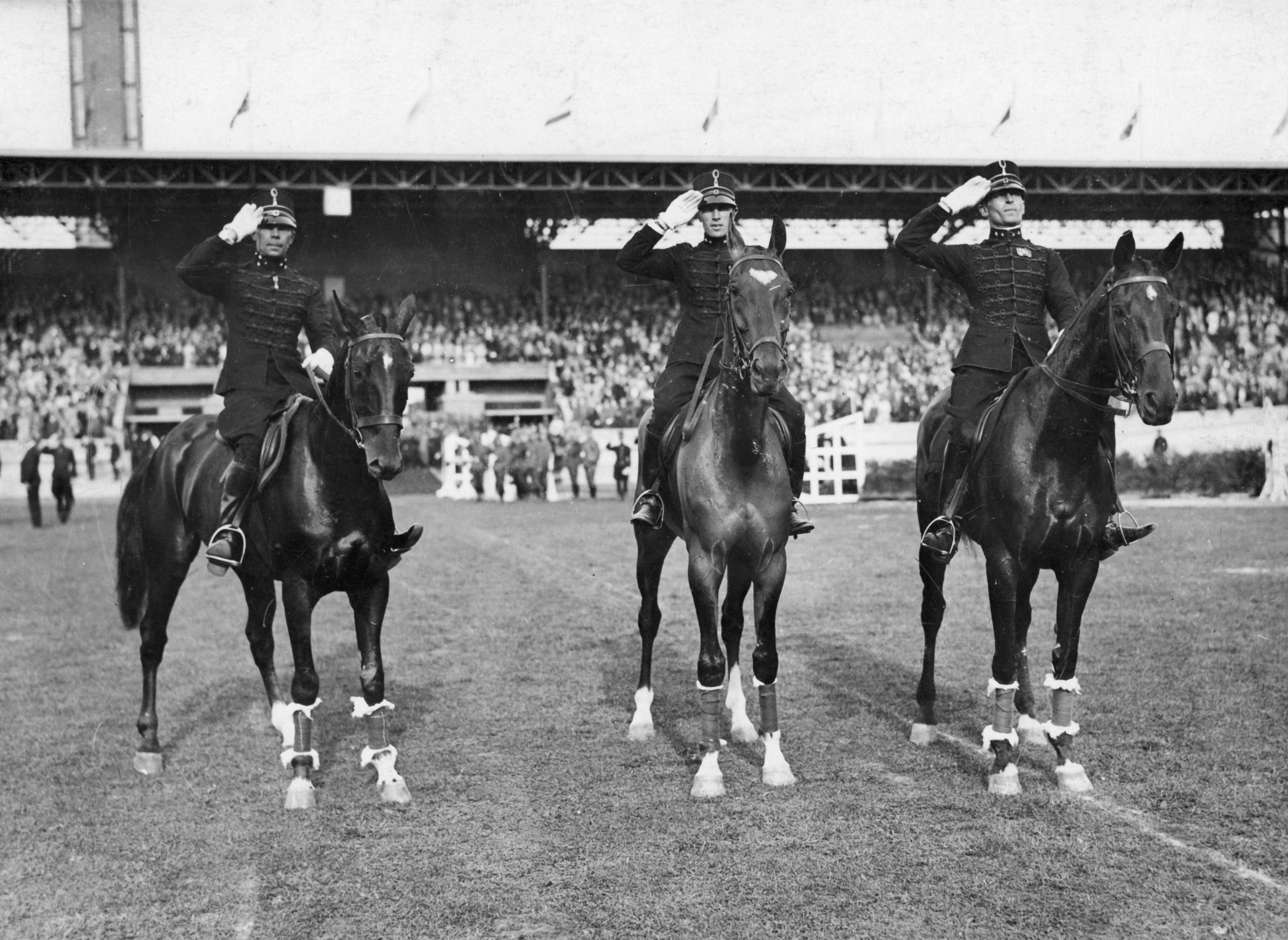
Holland lovastusa csapat az 1928. évi nyári olimpiai játékokon.

## Éremtáblázat
(A rendező ország csapata és a magyar érmesek eltérő háttérszínnel, az egyes számoszlopok legmagasabb értéke, vagy értékei vastagítással kiemelve.)
| Az 1928. évi nyári olimpiai játékok éremtáblázata lovaglásban | Az 1928. évi nyári olimpiai játékok éremtáblázata lovaglásban | Az 1928. évi nyári olimpiai játékok éremtáblázata lovaglásban | Az 1928. évi nyári olimpiai játékok éremtáblázata lovaglásban | Az 1928. évi nyári olimpiai játékok éremtáblázata lovaglásban | Olimpia  |
| ------------------------------------------------------------- | ------------------------------------------------------------- | ------------------------------------------------------------- | ------------------------------------------------------------- | ------------------------------------------------------------- | -------- |
|                                                               | Ország                                                        | Arany                                                         | Ezüst                                                         | Bronz                                                         | Összesen |
| 1.                                                            | Hollandia (NED)                                               | 2                                                             | 1                                                             | 1                                                             | 4        |
| 2.                                                            | Németország (GER)                                             | 2                                                             | 0                                                             | 1                                                             | 3        |
| 3.                                                            | Csehszlovákia (TCH)                                           | 1                                                             | 0                                                             | 0                                                             | 1        |
| 3.                                                            | Spanyolország (ESP)                                           | 1                                                             | 0                                                             | 0                                                             | 1        |
|                                                               |                                                               |                                                               |                                                               |                                                               |          |
| 5.                                                            | Franciaország (FRA)                                           | 0                                                             | 2                                                             | 0                                                             | 2        |
| 6.                                                            | Svédország (SWE)                                              | 0                                                             | 1                                                             | 2                                                             | 3        |
| 7.                                                            | Lengyelország (POL)                                           | 0                                                             | 1                                                             | 1                                                             | 2        |
| 8.                                                            | Norvégia (NOR)                                                | 0                                                             | 1                                                             | 0                                                             | 1        |
|                                                               |                                                               |                                                               |                                                               |                                                               |          |
| 9.                                                            | Svájc (SUI)                                                   | 0                                                             | 0                                                             | 1                                                             | 1        |
|                                                               |                                                               |                                                               |                                                               |                                                               |          |
| Összesen                                                      | Összesen                                                      | 6                                                             | 6                                                             | 6                                                             | 18       |

## Érmesek
| Az 1928. évi nyári olimpiai játékok érmesei lovaglásban | | | |
| Versenyszám                                             | Arany | Ezüst | Bronz |
| Díjlovaglás egyéni                                      | Carl von Langen [Draufganger] · Németország (GER)                                                                                    | Charles Marion [Linon] · Franciaország (FRA)                                                                  | Ragnar Olson [Günstling] · Svédország (SWE)                                                                 |
| Díjlovaglás csapat                                      | Németország (GER) · Carl von Langen [Draufgänger] · Hermann Linkenbach [Gimpel] · Eugen von Lotzbeck [Caracalla]                     | Svédország (SWE) · Ragnar Olson [Günstling] · Janne Lundblad [Blackmar] · Carl Bonde [Ingo]                   | Hollandia (NED) · Jan van Reede [Hans] · Pierre Versteegh [His Excellence] · Gerard le Heux [Valérine]      |
| Díjugratás egyéni                                       | František Ventura [Eliot] · Csehszlovákia (TCH)                                                                                      | Pierre Bertran de Balanda [Papillon] · Franciaország (FRA)                                                    | Charles-Gustave Kuhn [Pepita] · Svájc (SUI)                                                                 |
| Díjugratás csapat                                       | Spanyolország (ESP) · José Navarro Morenes [Zapatazo] · José Álvarez de Bohórquez [Zalamero] · Julio García Fernández [Revistade]    | Lengyelország (POL) · Kazimierz Gzowski [Mylord] · Kazimierz Szosland [Ali] · Michał Antoniewicz [Readgleadt] | Svédország (SWE) · Karl Hansén [Gerold] · Carl Björnstjerna [Kornett] · Ernst Hallberg [Loke]               |
| Lovastusa egyéni                                        | Charles Pahud de Mortanges [Marcroix] · Hollandia (NED)                                                                              | Gerard de Kruijff [Va-T'en] · Hollandia (NED)                                                                 | Bruno Neumann [Ilja] · Németország (GER)                                                                    |
| Lovastusa csapat                                        | Hollandia (NED) · Charles Pahud de Mortanges [Marcroix] · Gerard de Kruijff [Va-T'en] · Adolph van der Voort van Zijp [Silver Piece] | Norvégia (NOR) · Bjart Ording [And Over] · Arthur Qvist [Hidalgo] · Eugen Johansen [Baby]                     | Lengyelország (POL) · Michał Antoniewicz [Moja Miła] · Józef Trenkwald [Lwi Pazur] · Karol Rómmel [Doneuse] |